# Oxford Union Society

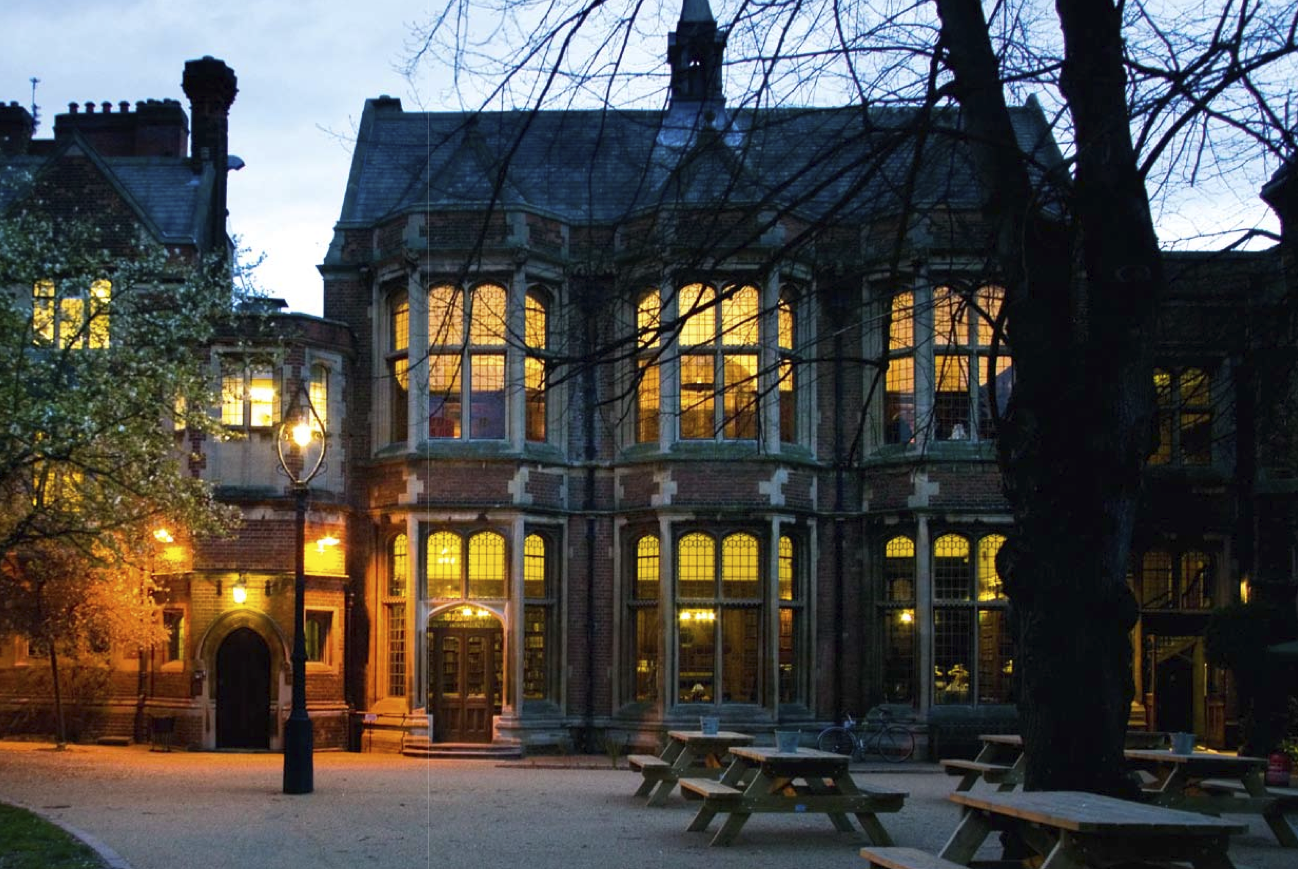
Oxford Union Society

De Oxford Union Society, beter bekend als kortweg Oxford Union, is een debatvereniging te Oxford.
De Oxford Union Society werd opgericht in 1823 en staat bekend om zijn wereldwijde reputatie voor de wijze van debatteren. Hoewel de meeste leden studenten aan de Universiteit van Oxford zijn, is Oxford Union een zelfstandige vereniging. De Oxford Union Society werkt samen met het Olivaint Genootschap van België.

## Nederlandse sprekers
- Ruud van Nistelrooij
- Thierry Baudet